# 시샤오커우역
시샤오커우역(중국어: 西小口站)은 중국 베이징시 하이뎬구 둥성 지구 후툰로·시샤오커우로 교차로에 위치한 베이징 지하철 8호선의 지하철역이다.

## 위치
이 역은 베이징 시내 북쪽, 5환로 외의 시샤오커우로(동서쪽에 가까움)와 후툰로(남북쪽에 가까움)의 교차로의 남쪽에 남북 방향으로 배치되어 있다.

## 구조
이 역은 지하에 섬식 승강장으로 설계됐으며 각 층마다 상단에 설치된 조명은 노란색이다.
| 지면층          | 거리                            | A-D출구                          |
| 지하 1층        | 대합실                          | 고객 센터, 자동 매표기, 개집표기 |
| 지하 2층 승강장 | ←                               | ■ 8호선 주신좡 방면(위신)        |
| 지하 2층 승강장 | 섬식 승강장, 왼쪽 출입문이 열림 |                                  |
| 지하 2층 승강장 | →                               | ■ 8호선 잉하이 방면(융타이좡)    |

## 출구
|                         |           |
| 출구                    | 출구 인근 |
| 出口 · A                | 허우툰로  |
| 出口 · B                | 허우툰로  |
| 出口 · C                | 허우툰로  |
| 出口 · D                | 허우툰로  |
| 아이콘 설명: 엘리베이터 |           |